# Combea
Combea — рід грибів родини Opegraphaceae. Назва вперше опублікована 1846 року.

## Класифікація
До роду Combea відносять 3 види:
- Combea californica
- Combea mollusca
- Combea pruinosa